# مناطق شهرداری کرج
کلان شهر کرج، در تقسیمات شهری به 11 منطقه تقسیم شده است.
تا قبل از سال ۱۳۹۰ کرج ۱۲ منطقه داشت، که بعد از جدا شدن فردیس و گرمدره و تبدیل شدن آنها به شهر، منطقه ۱۲ که در مهرشهر بود، به منطقه ۳ تغییر نام داد. پیش از آن فردیس جزو منطقه ۳ بود که با شهر شدن آن دیگر منطقه ۳ وجود نداشت، برای همین آخرین منطقه شهر کرج، یعنی منطقه ۱۲ به منطقه ۳ تغییر نام یافت.

## منطقه ۱
منطقه ۱ شهرداری کرج یکی از مناطق یازده‌گانه شهر کرج است که در شمال شرقی این شهر واقع است.
این منطقه از شمال به ارتفاعات البرز ؛ از شرق به منطقه ۱۱ ؛ از غرب به منطقه ۸ و از جنوب با منطقه ۹ شهرداری کرج هم مرز است.
از مهمترین محله های این منطقه میتوان به عظیمیه ؛ خلج آباد ؛ خیابان بهار کرج و خیابان برغان اشاره نمود.

### جغرافیا
این منطقه ۱۲۸۹۴۳ نفر جمعیت دارد.

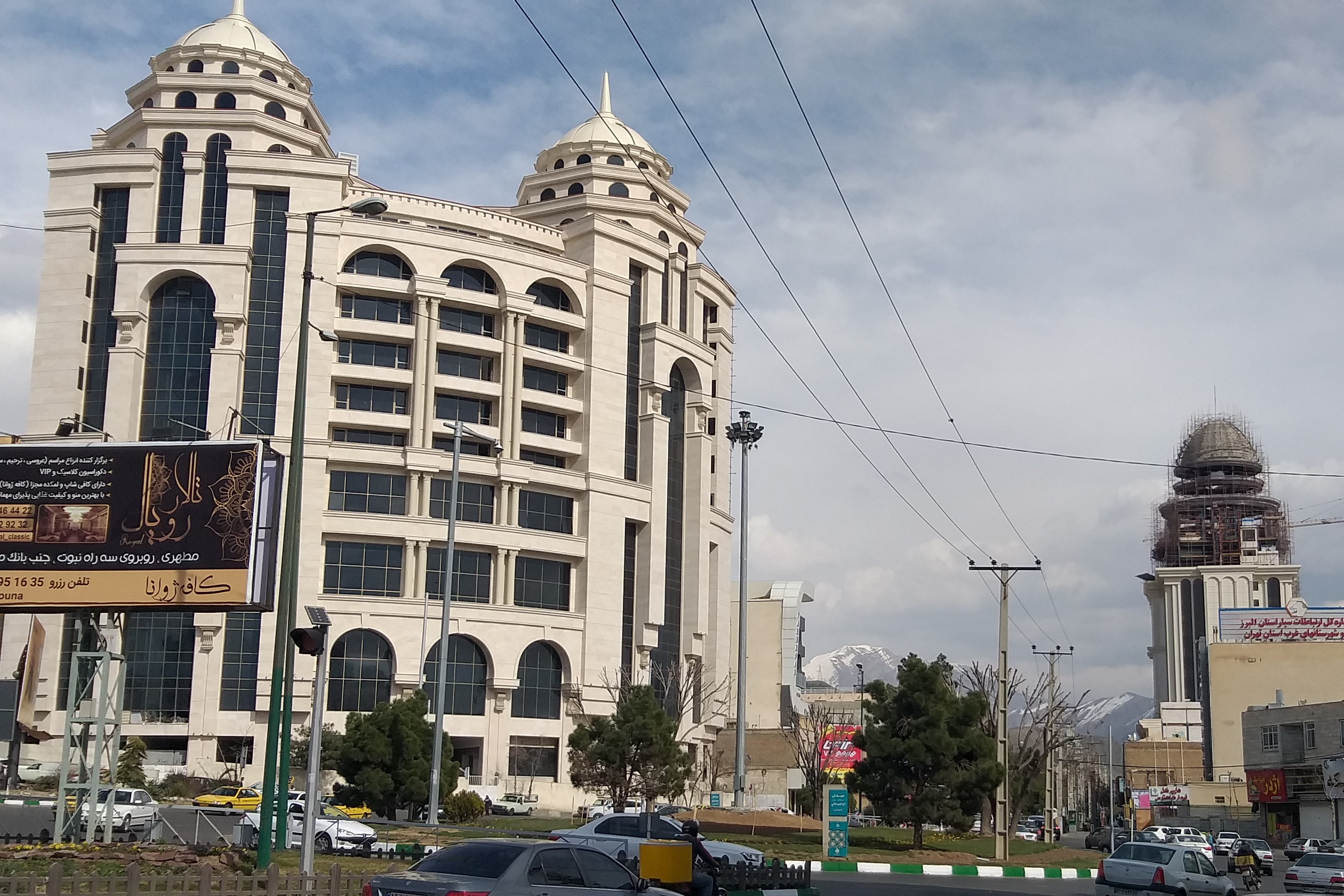
عظیمیه

مساحت منطقه ۱ شهرداری کرج ۸۵۹۴۰۵۶ متر مربع است که ۴ درصد مساحت شهر کرج را پوشش می‌دهد.
این منطقه از شمال به ارتفاعات بیجی کوه، از شرق به منطقه ۱۱، از جنوب به منطقه ۹ و خیابان بهشتی، و از غرب به منطقه ۸ (بلوار طالقانی) محدود می‌گردد.

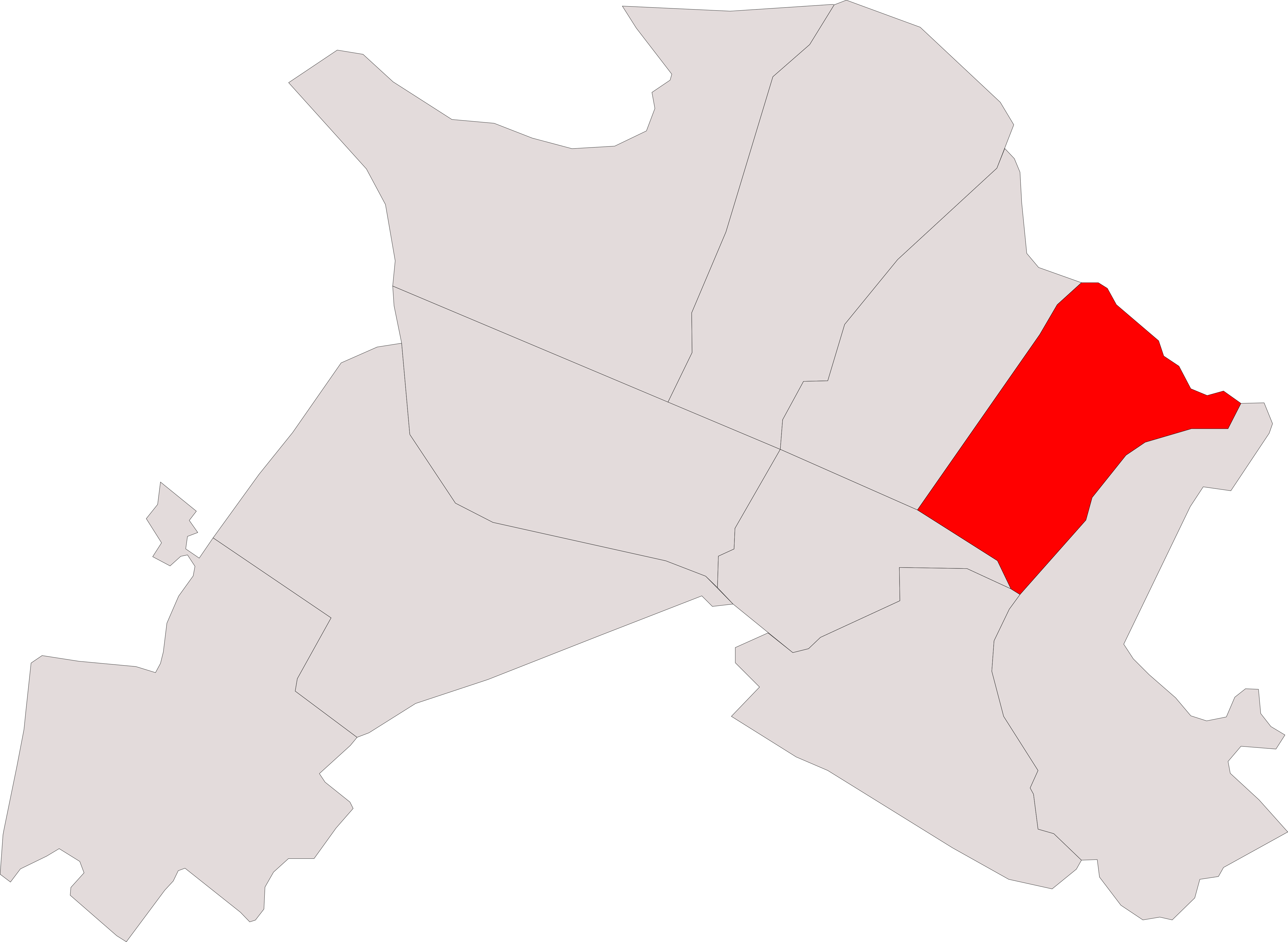
موقعیت منطقه ۱ در نقشه شهر

منطقه ۱ شهرداری کرج دارای ۴ محله به شرح زیر است:

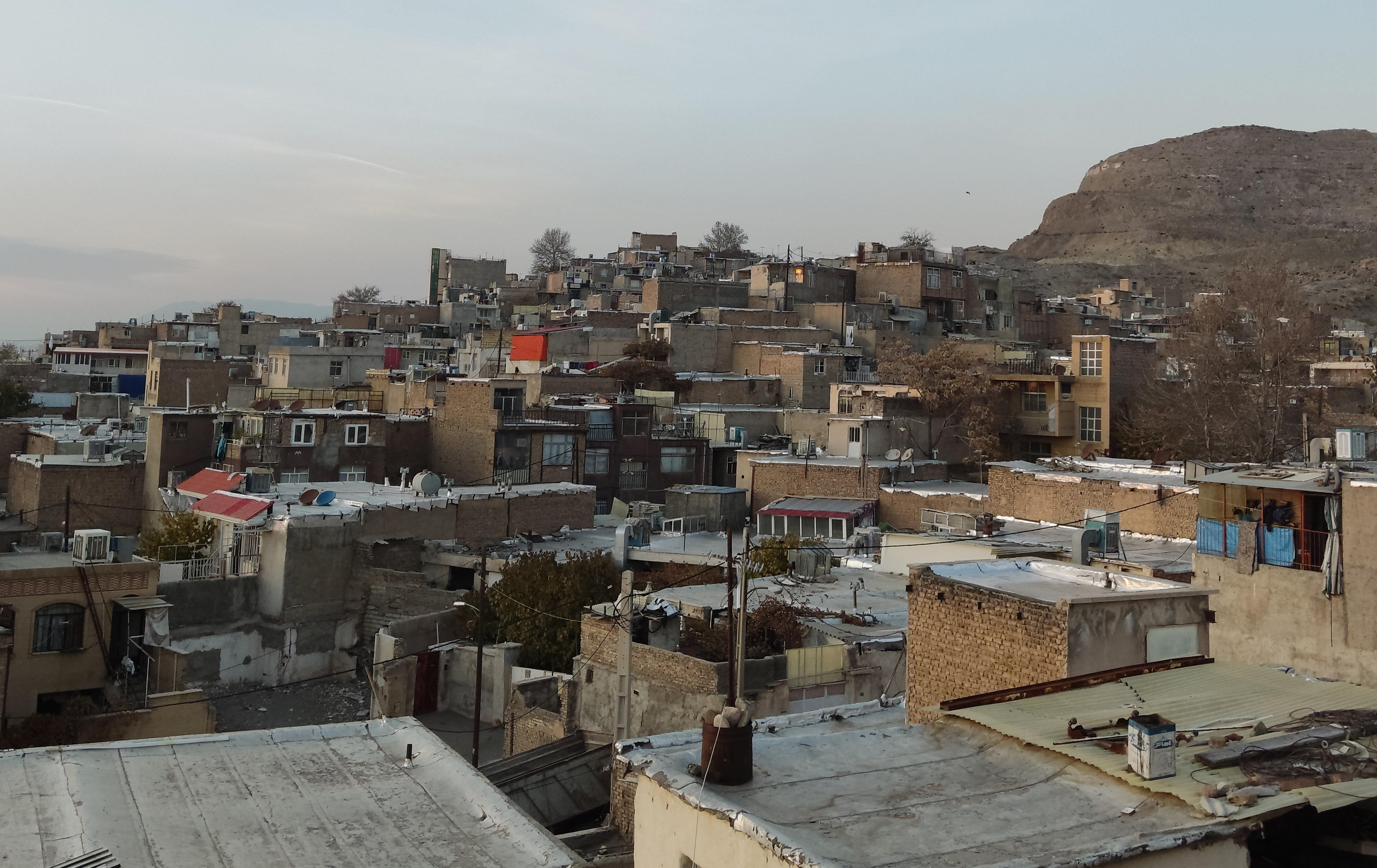
زورآباد

- زورآباد
- عظیمیه (طالقانی شمالی)
- محله خیابان بهار
- محله خیابان برغان

### شهرداری
شهردار این منطقه درحال حاضر محمد گروسی است. و دفتر شهرداری در محله عظیمیه قرار دارد.
۲ اداره و ۴ معاونت  زیر مجموعه این شهرداری هستند که مسئول رسیدگی به مسائل این منطقه شهری هستند، که عبارتند از:
- اداره حقوقی، امور پیمان‌ها
- اداره برنامه‌ریزی و سرمایه انسانی
- معاونت مالی و اقتصادی
- معاونت امور عمرانی و ترافیک
- معاونت خدمات شهری
- معاونت شهرسازی و معماری

## منطقه ۲
منطقه ۲ شهرداری کرج یکی از مناطق یازده‌گانه شهر کرج است که در جنوب شرقی این شهر واقع است.
این منطقه از غرب با بلوار هفت تیر ؛ از شرق با دکل های برق فشار قوی ؛
از شمال با میدان هفت تیر و از جنوب با آزاد راه تهران-کرج هم مرز است.همچنین این منطقه از بافت های فرسوده کلانشهر کرج است.
از مهم ترین محله های این منطقه میتوان به مصباح ؛ قلمستان ؛ بلوار امام زاده حسن ؛ مصلای کرج ؛ کارخانه قند ؛ شهرک فهمیده و بلوار هفت تیر اشاره نمود.

### جغرافیا

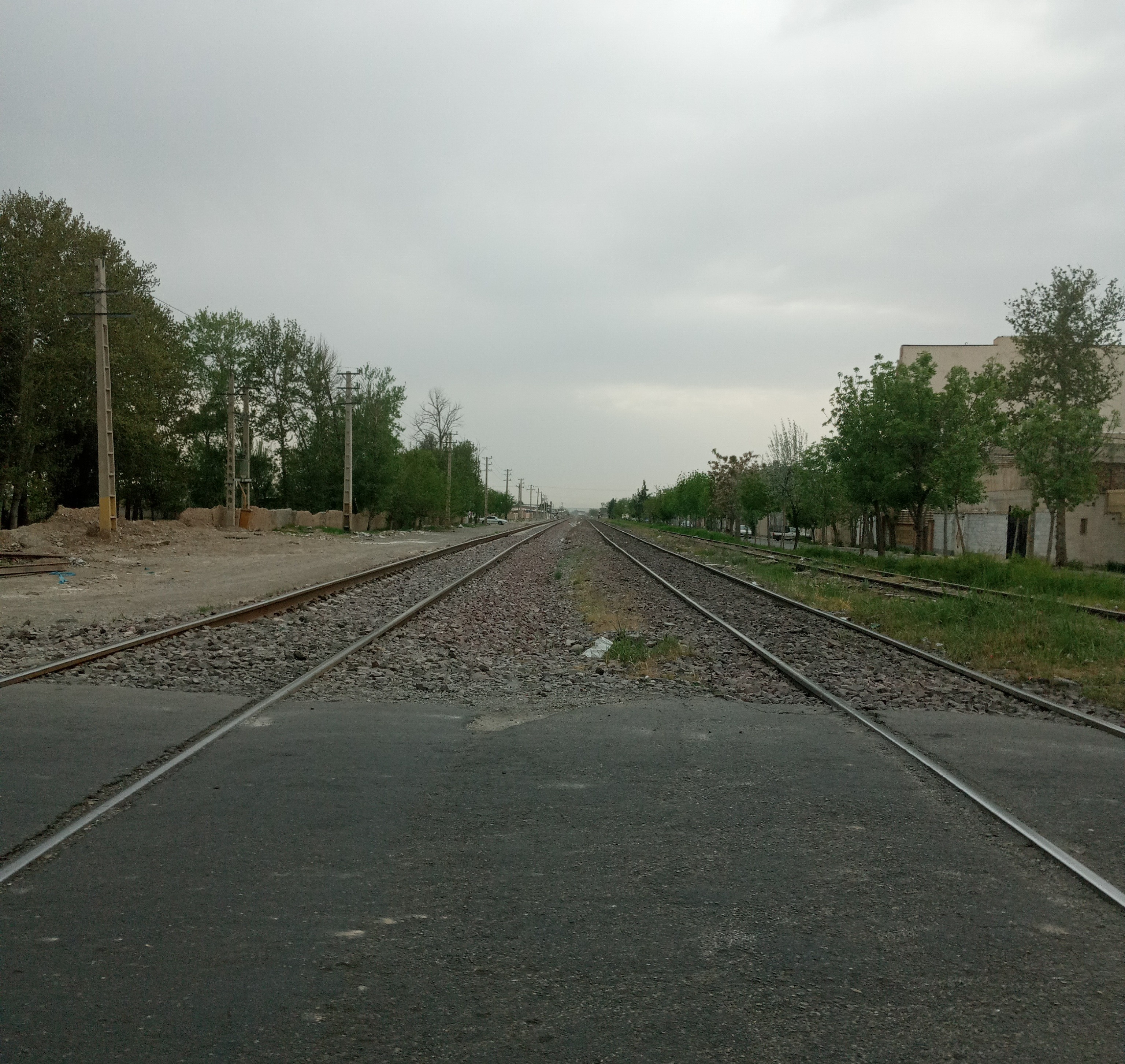
راه‌آهن تهران - آذربایجان در منطقه ۲

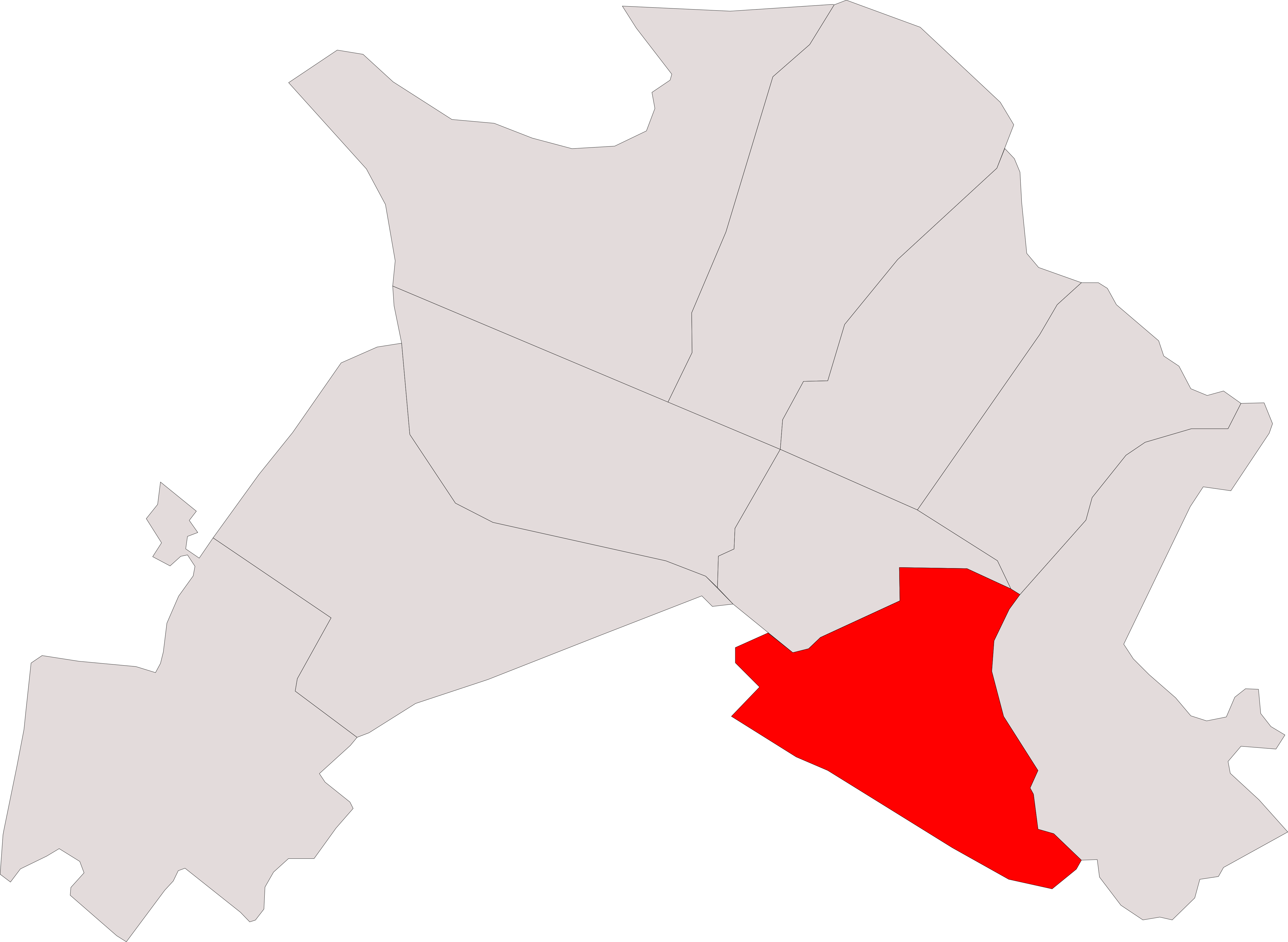
موقعیت منطقه ۲

این منطقه از شمال به میدان هفت تیر تا چهارراه دانشکده، از جنوب به اتوبان تهران کرج، تقاطع میدان شهید سلطانی در امتداد جاده ملارد تا سرحد آباد، از غرب از تقاطع جاده مردآباد با راه‌آهن در امتدادجاده مرد آباد به چهارراه کارخانه قند درامتداد بلوار هفت تیر از چهارراه کارخانه قند تا میدان هفت تیر و از شرق به دکل‌های برق فشار قوی محدود می‌گردد. این منطقه به دلیل قرار گرفتن در منطقه قدیمی کرج از فرسوده‌ترین مناطق این شهر است.

### شهرداری
شهردار این منطقه سیدجواد موسوی است.

## منطقه ۳
منطقه ۳ شهرداری کرج یکی از مناطق یازده‌گانه شهر کرج است که در جنوب غربی این شهر واقع است.
این منطقه از غرب با جاده قزلحصار ؛ از شرق با روستای گلستانک ؛ از شمال با خیابان مسیح پاکدل و از جنوب با فرودگاه بین المللی پیام و اراضی حلقه دره هم مرز است.
از محله های مهم این منطقه میتوان به کیانمهر ؛ قزلحصار ؛ کوی مهر ؛ آق تپه ؛ اراضی ساماندهی و سهرابیه اشاره نمود.

### جغرافیا

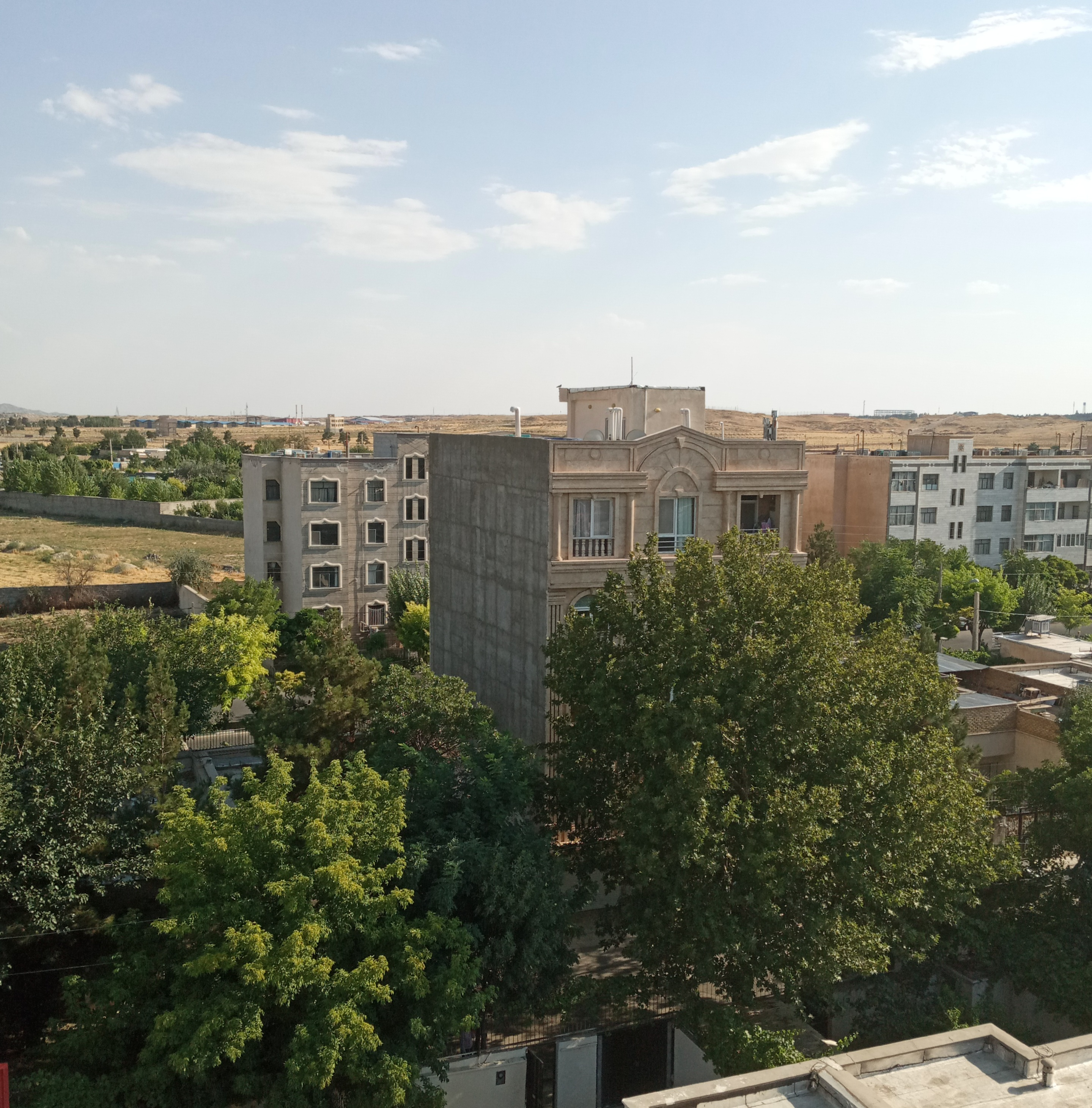
کیانمهر

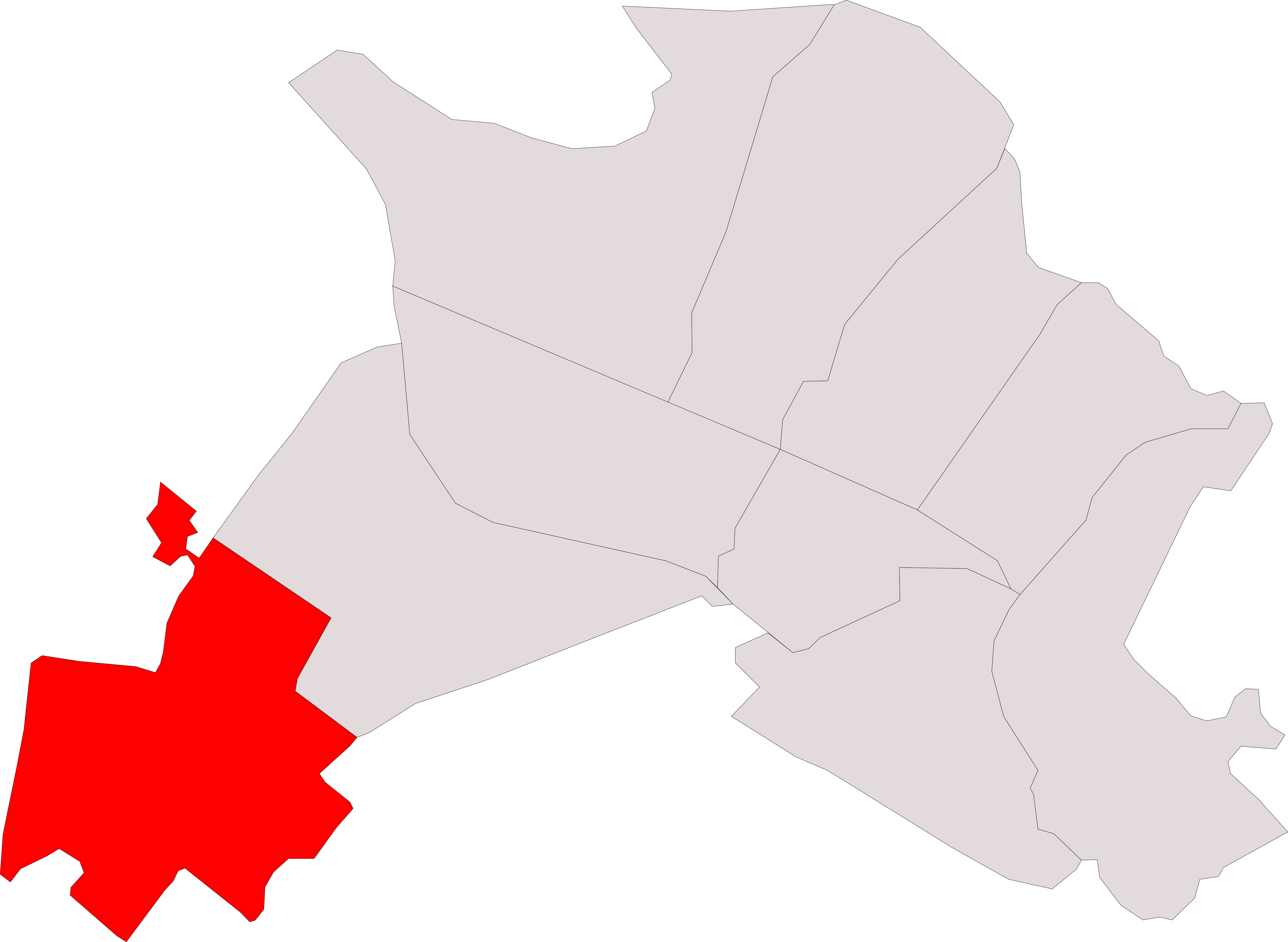
موقعیت منطقه ۳

منطقه ۳ از شمال به خیابان مسیح پاکدل و خیابان سوم آق تپه، از شرق به کمربندی گلستان و روستای گلستانک از جنوب به اراضی حلقه دره و فرودگاه پیام و از سمت غرب به جاده قزلحصار محدود می‌گردد. این منطقه مساحتی در حدود ۱۶۹۵/۶۶ هکتار از شهر کرج را دربر می‌گیرد.
در سرشماری سال ۱۳۹۵ جمعیت این منطقه ۹۷۶۸۱ تن بوده‌است.
محلات این منطقه عبارتند از آق تپه–سهرابیه-فاز سوم مهرشهر- گلستان یکم- کوی مهر- زنبق- اراضی ساماندهی و کیانمهر.

### شهرداری
شهرداری این منطقه در سال ۱۳۹۰ تأسیس شد، در حال حاضر شهردار این منطقه  حمید صفدری می‌باشد.

## منطقه ۴
منطقه ۴ شهرداری کرج یکی از مناطق یازده‌گانهشهر کرج است که در جنوب این شهر واقع است.
این منطقه از شمال با آزاد راه تهران-کرج ؛ از شرق با جاده محمدشهر- ماهدشت ؛ از غرب با جاده قزلحصار و از جنوب با منطقه ۳ هم مرز است.
این منطقه بیشترین سرانه فضای سبر در شهر کرج را دارد. و سرسبزترین منطقه کرج است.
از محله های این منطقه میتوان به مهرشهر فاز های ۱ تا ۵ ؛ اسد آباد ؛ احد آباد و شهرک ولی عصر اشاره نمود.

### جغرافیا

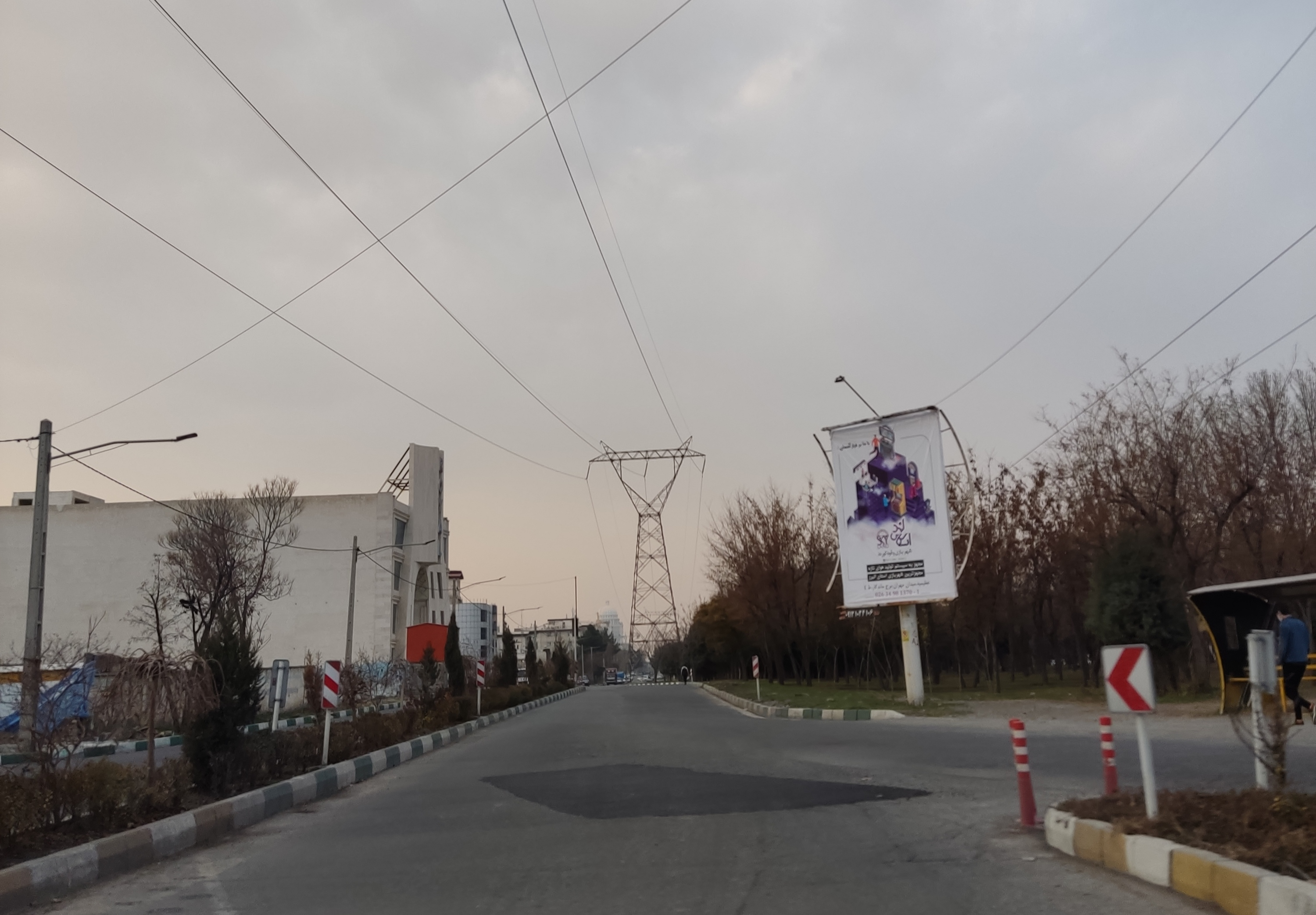
خیابان مسیح‌پاکدل

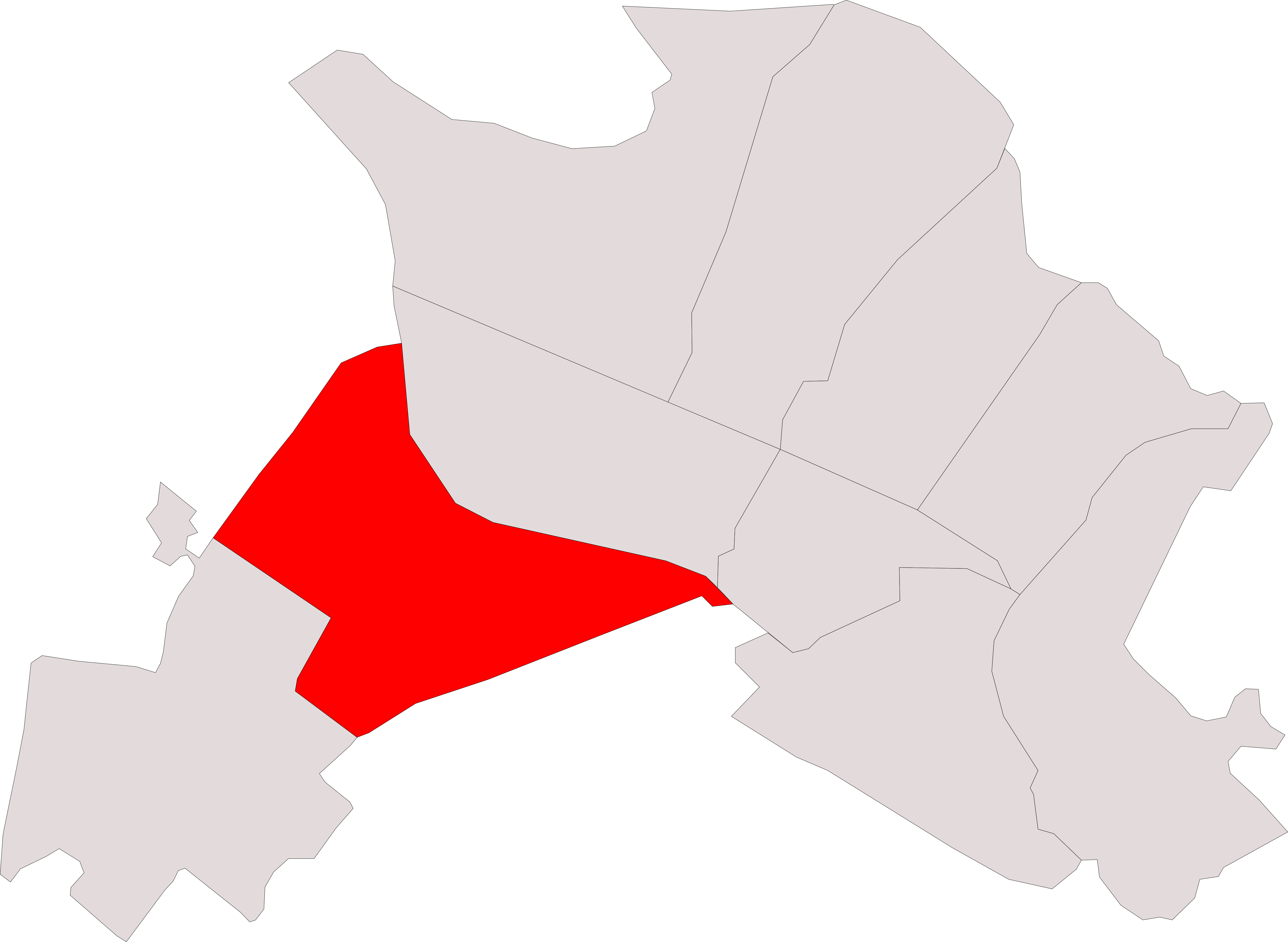
منطقه ۴ شهرداری کرج

این منطقه از شمال به ضلع جنوبی اتوبان کرج - قزوین و منطقه ۵ شهرداری کرج، از جنوب طبق طرح تفکیکی با منطقه ۱۲،
از شرق به جاده محمدشهر - ماهدشت و منطقه ۹ شهرداری کرج و از غرب به جاده قزلحصار، چهارباغ، مهدی‌آباد و حریم شهرداری کمالشهر محدود می‌گردد. منطقه ۴، ۱۶۵۰/۱۷۸ هکتار وسعت دارد؛ این بخش در سال ۱۳۹۸، ۲۴۷/۰۰۰ نفر جمعیت داشته‌است. همچنین منطقه ۴ دارای بیشترین سرانه فضای سبز در کرج می‌باشد.

### شهرداری

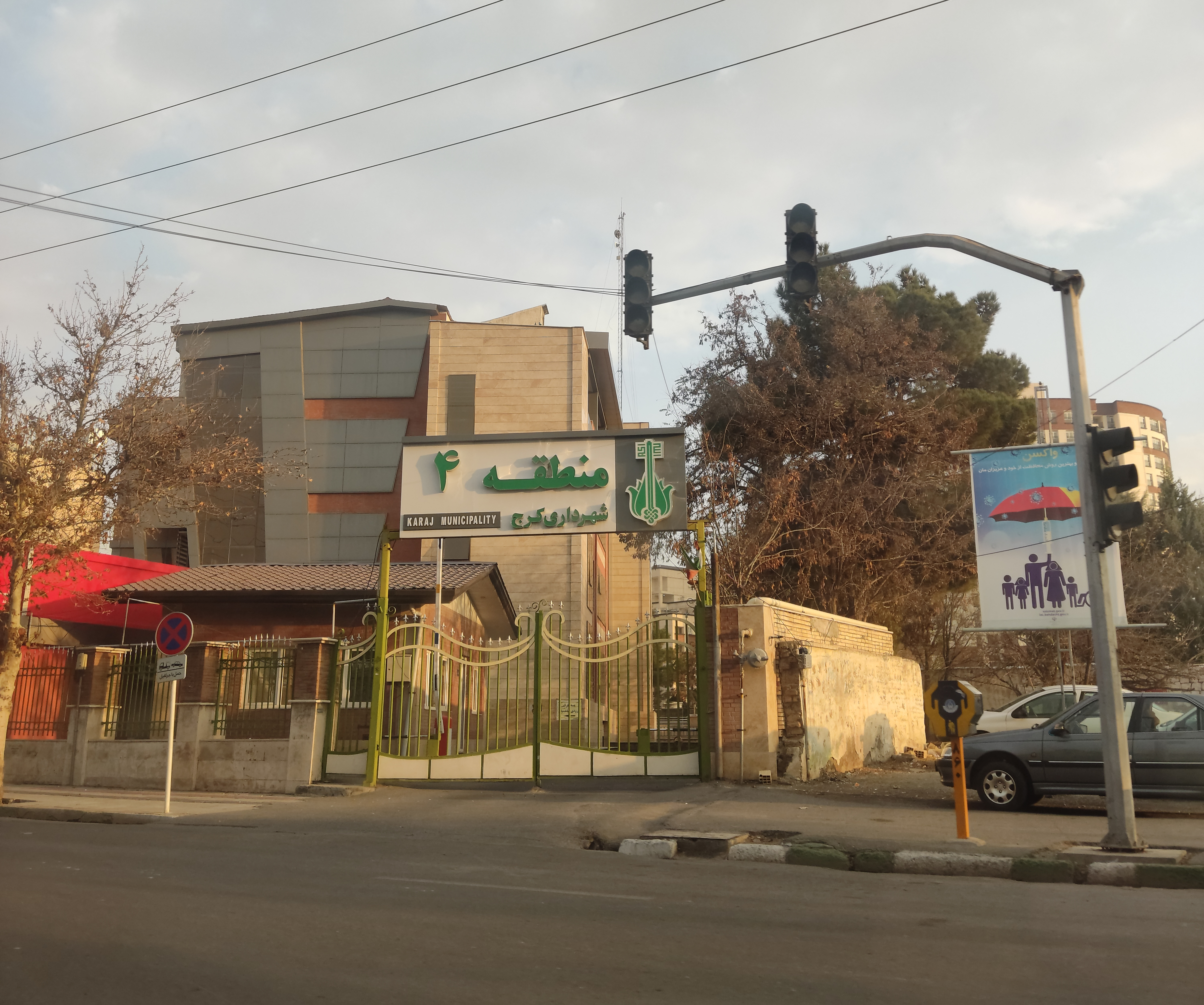
دفتر شهرداری منطقه ۴

شهردار این منطقه سعید صفری است و دفتر آن در بلوار شهرداری قرار دارد.

## منطقه ۵
منطقه ۵ شهرداری کرج یکی از مناطق یازده‌گانه شهر کرج است که در مرکز این شهر واقع است.
این منطقه از غرب با کمالشهر ؛ از شرق با سه را رجایی شهر ؛ از شمال با خیابان بهشتی و از جنوب با آزاد راه تهران-کرج 
هم مرز است.
این منطقه در سال ۱۳۷۳ از مهرشهر جدا شد.
از مهمترین محله های این منطقه میتوان به گلشهر ؛ خیابان درختی ؛ گلزار ؛ حصارک پایین ؛ المهدی و کرج نو اشاره نمود.

### جغرافیا

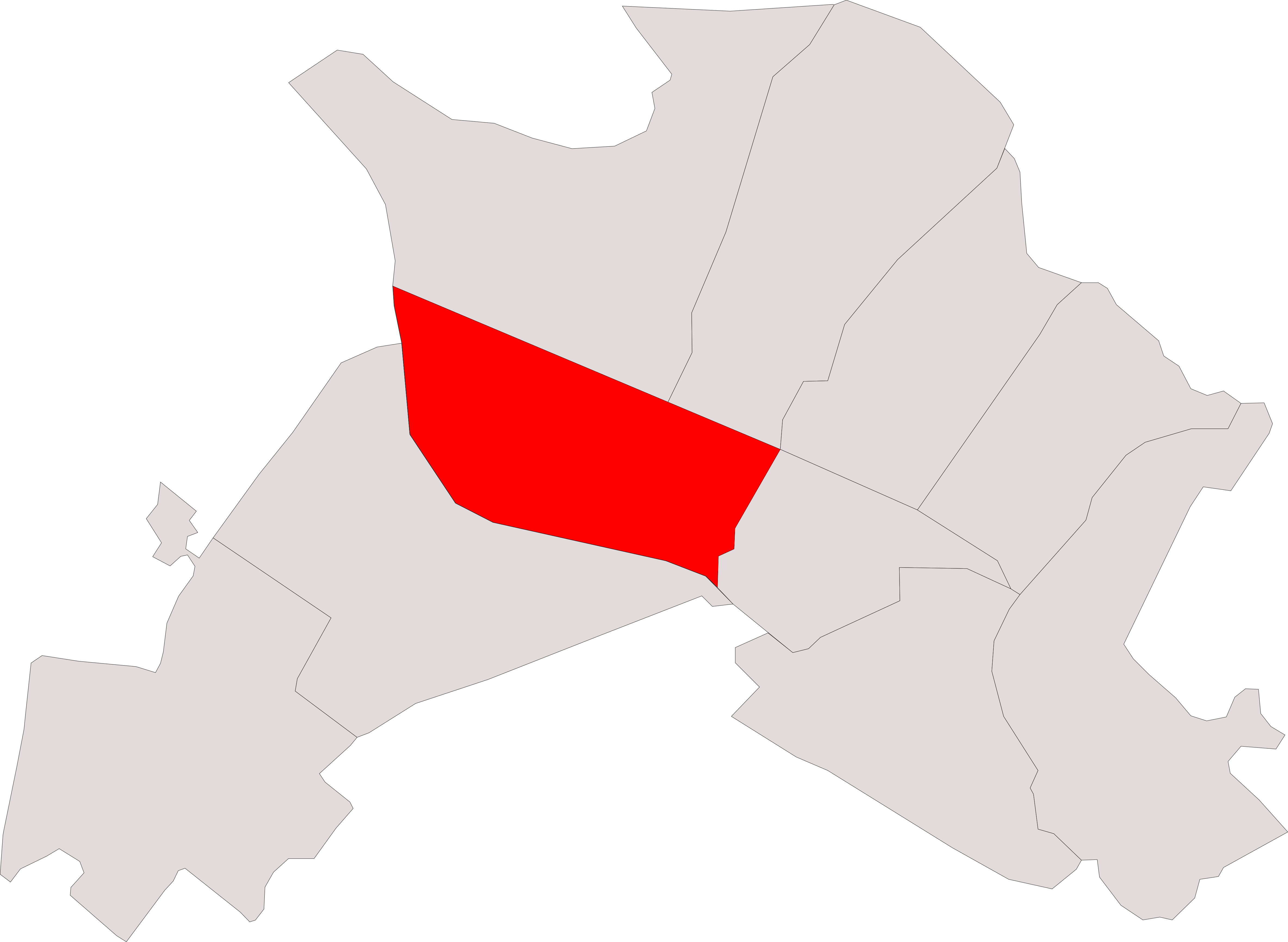
موقعیت منطقه ۵

مساحت این منطقه ۱۱۷۲ هکتار و جمعیتی حدود ۲۵۰ هزار نفر دارد.
این منطقه از شمال با خیابان بهشتی و از ضلع شرق به خیابان سه راه رجایی‌شهر، میدان معلم و از ضلع جنوب و جنوب غربی به اتوبان تهران کرج و از غرب با حریم شهرداری کمالشهر هم‌جوار می‌باشد.
محله‌های این منطقه عبارتند از: حصارک پایین، ۴۵ متری، المهدی، شهرک پردیسان، شهرک چمران، شهرک رازی، شهرک استادان، شهرک مترو، گلشهر، دهقان ویلا اول و دوم، میانجاده، کرج نو، شهرک گلها و شهرک قائمیه.

### شهرداری
شهردار کنونی این منطقه حسین عطایی است و دفتر شهرداری در بلوار مصطفی خمینی ر قرار دارد.

## منطقه ۶
منطقه ۶ شهرداری کرج یکی از مناطق ده‌گانه شهر کرج است که در شمال غربی این شهر واقع است. این منطقه ۲۷۰۰۰۰ نفر جمعیت دارد.

### جغرافیا
این منطقه از شمال به ارتفاعات باغستان، از جنوب به بلوار شهید بهشتی و حوزه شهرداری منطقه ۵
از شرق به بلوار باغستان و حوزه شهرداری منطقه ۷
از غرب به اتوبان کرج ـ قزوین و حوزه شهرداری کمالشهر محدود می‌شود. این منطقه، در ارتفاع ۱۳۰۰ تا ۱۵۰۰ متری از سطح دریا با ۱۸۰۰ هکتار مساحت واقع شده‌است.

## منطقه ۷
منطقه ۷ شهرداری کرج یکی از مناطق ده‌گانه شهر کرج است که در شمال این شهر واقع است.

### جغرافیا
این منطقه در شمال شهر کرج واقع است و ۱۲۴۶۸۸ نفر جمعیت دارد. همچنین مساحت این منطقه ۱۵۴ هزار هکتار است.
منطقه ۷ از شمال به اراضی سیاهکلان و کوه‌های البرز، از شرق به حریم منطقه ۸، از جنوب به خیابان بهشتی، و از غرب به منطقه ۶ شهرداری کرج محدود می‌شود.
در این منطقه اماکن مهمی نظیر ورزشگاه انقلاب، زندان رجایی شهر، دانشگاه آزاد اسلامی واحد کرج و دانشگاه هنر کرج قرار دارند که باعث اهمیت این منطقه شده‌است.

## منطقه ۸
منطقه ۸ شهرداری کرج یکی از مناطق ده‌گانه شهر کرج است که در شمال شرقی این شهر واقع است.

## منطقه ۹
منطقه ۹ شهرداری کرج یکی از مناطق ده‌گانه شهر کرج است که در مرکز این شهر واقع است.

## منطقه ۱۰
منطقه ۱۰ شهرداری کرج یکی از مناطق ده‌گانه شهر کرج است که در شرق این شهر واقع است.